# Aleksandr Gradski
Aleksandr Gradski (rus: Александр Борисович Градский)  (Kopeisk, 3 de novembre de 1949 - Moscou, 28 de novembre de 2021) (en rus: Александр Борисович Градский) va ser un cantant d'òpera i rock rus, multiinstrumentista, compositor i poeta. També se sap que té una veu aguda de tres octaves i mitja.

## Biografia
El seu pare era enginyer mecànic, la seva mare actriu. La família es va traslladar a Moscou el 1957. La seva mare va tenir una gran influència en la formació artística d'Alexander, encara que va morir prematurament, el 1963, quan ell només tenia 14 anys. De 1958 a 1965, va estudiar violí i després es va familiaritzar molt aviat amb la música occidental. Va cantar Elvis Presley als 12 anys, acompanyant-se a la guitarra. Va continuar els seus estudis clàssics tot formant part de grups de rock d'èxit, la seva independència d'esperit i ja tenia una diversitat de gustos. De 1969 a 1974 va estudiar a l'Acadèmia de Música Gnessin, alhora que es va convertir en una estrella del rock rus. Però va ser la seva composició de la banda sonora de la pel·lícula A Lover's Romance (Романс о влюблённых) del director rus Andrei Mikhalkov-Kontxalovski, estrenada el 1974, la que el va fer veritablement famós. Gradsky també hi canta totes les parts de les veus masculines.
L'any 1974, la revista nord-americana Billboard el va nomenar "estrella de l'any" per la seva contribució a la música del món.
Estava casat amb l'actriu Anastassia Vertínskaia.
Representa un fenomen únic en la música rock soviètica, la varietat del seu repertori és totalment inusual: canvia de la cançó popular russa tradicional, a l'òpera, després al pop anglès (es va fer càrrec dels Beatles), a la cançó russa amb textos, i inclou moltes cançons occidentals emblemàtiques, aportant sempre un toc molt personal a les seves creacions i interpretacions. És conegut per haver interpretat de manera brillant un dels papers més difícils del repertori interpretant el personatge de l'astrònom de l'òpera de Nikolai Rimski-Kórsakov , El gall d'or.
A Rússia, és anomenat "el pare del rock rus", ja que va contribuir enormement al reconeixement d'aquesta música per part de les "Philharmonies", organitzacions estatals soviètiques, que gestionaven tots els concerts a la Unió Soviètica en aquella època.
Va formar part del jurat de Golos (la versió russa de The Voice) durant quatre temporades (2012 a 2015).

## Discografia

### Òperes rock
- 1985: Stadium
- 2009: El mestre i Margarida

### Bandes sonores de pel·lícules
- 1974: Romans o vlyublyonnykh d'Andrei Mikhalkov-Kontxalovski.